# Silvana Myriam Giudici
Silvana Myriam Giudici (Buenos Aires, 19 de abril de 1965) es una política argentina que fue diputada nacional representando a la Unión Cívica Radical, luego legisladora porteña por el PRO y Presidenta del Ente Nacional de Comunicaciones (ENACOM) entre 2018 y 2019.

## Trayectoria

### Comienzos
Ocupó distintos cargos en la administración pública desde 1996, entre los que se incluyen: directora de Descentralización, Subsecretaria de Espacio Público. Fue Directora de Descentralización, Subsecretaria de Espacio Público, durante la gestión de Aníbal Ibarra.

### Diputada nacional (2003-2011)
Fue Diputada Nacional por la Unión Cívica Radical durante los períodos 2003-2007 y 2007-2011, en representación de la Ciudad Autónoma de Buenos Aires, donde fue Presidenta de la Comisión de Libertad de Expresión. Desde ese lugar se opuso a la Ley de Servicios de comunicación audiovisual. En su rol de presidenta de la comisión fue acusada de frenar denuncias de periodistas amenazados o echados en varios medios de comunicación como el caso de Claudio Díaz, despedido del diario Clarín por firmar un editorial en favor de la resolución 125 en otro medio; Pablo Llonto, víctima de una supuesta persecución junto con otros trabajadores que quisieron formar una comisión interna, y Reynaldo Sietecase, quien denunció el caso de censura sufrido en el Grupo América propiedad del diputado nacional Francisco de Narváez.
En 2011 el congreso aprobó la Ley de identidad de género que Giudici había presentado junto a las diputadas Diana Conti y Juliana Di Tullio.
En las elecciones del 10 de julio de 2011 fue candidata a Jefe de Gobierno de la Ciudad Autónoma de Buenos Aires por la Unión Cívica Radical, en fórmula completada por Claudio Augugliaro, obteniendo un escaso 2,06% 
En 2013 concretó su pase de la UCR al PRO. Fue Subsecretaria Coordinadora de Planes Estratégicos del Gobierno de la Ciudad de Buenos Aires durante el periodo 2013-2015. Luego fue elegida Legisladora de la Ciudad de Buenos Aires por el PRO.
En el marco de la causa en la que el juez Ariel Lijo investigaba el origen de los fondos robados de la casa de Michetti la noche en que Cambiemos ganó el balotaje, Giudice reconoció ser la tesorera de la fundación SUMA que es investigada por la justicia por supuesto lavado de dinero.

### Directora del ENACOM (2016-2018)
Tras renunciar a su banca en la Legislatura Porteña al comienzo de las sesiones ordinarias de 2016, fue nombrada como miembro del directorio del recientemente creado Ente Nacional de Comunicaciones (ENACOM).
Durante su gestión como directora del ENACOM el organismo emitió las resoluciones 9435 y 2064-E/2017 en marzo de 2017 que permiten que el ente disponga el cierre de radios no autorizadas o en infracción mediante el uso de la fuerza pública. La Red Nacional de Medios Alternativos y la Unión de Comunicadores Audiovisuales y Afines de La Matanza, entre otros, consideraron a estas resoluciones como "prácticas arbitrarias para acallar voces disidentes".

### Presidenta del ENACOM (2018-2019)
El 1 de junio de 2018, Giudici asumió como presidenta del ENACOM, al hacerse efectiva la renuncia de Miguel de Godoy. Renunció al cargo con el fin de la presidencia de Mauricio Macri, en diciembre de 2019.